# 森純太
森 純太（もり じゅんた、1965年3月10日 - ）は、大分県別府市出身の音楽家、ギタリスト、ソングライター、音楽プロデューサー、DJ。

## 略歴
1980年、JUN SKY WALKER(S)を結成。
1988年5月、トイズファクトリーよりJUN SKY WALKER(S) 1stアルバム『全部このままで』でメジャー・デビュー。
1997年6月、JUN SKY WALKER(S)を解散。解散後、自主レーベル『BEPPU SPRING RECORDS』を立ち上げ、ソロ活動を開始。
1999年、大槻真希のプロデュースを担当。
2000年3月、初のソロアルバム『WHAT'S UP?』をリリース。
2001年、Sepaのプロデュースを担当。
2003年、Ai+BANDに参加。
2004年8月、BARBIE ATTACK DOLL(S)を結成、ヴォーカルを務める。
2005年12月、ツバメスケッチのデビューシングル『RED ZONE !!!』(テレビ東京系　アニメ「韋駄天翔（イダテンジャンプ）」オープニングテーマ)楽曲提供。
2007年9月、JUN SKY WALKER(S)を、5月に行われた渋谷La.mamaでのライブを経て、10年ぶりに再結成。
2010年、小林雅之とJUN☆KOBAを結成。
2020年4月、FM西東京にて個人では初となるラジオ番組を開始。

## 人物
小学6年生まで大分ですごし、進学した自由学園での寮生活のため上京。自由学園高等部卒業（自由学園大学部を3年生の5月に中退）。これは大学中退者は売れるというバンドマンのジンクスに基づいた選択だったという。JUN SKY WALKER(S)のリーダーであり、ギタリスト。作詞・作曲も担当し、「すてきな夜空」、「白いクリスマス」等の多くのヒット曲を生み出した。DJとしても活動している。

## ディスコグラフィー

### アルバム
- WHAT'S UP?（2000年3月10日　BEPPU SPRING RECORDS　BSR-0006）

1. POLICEMAN
2. 0120
3. STARLIGHT
4. 公園にて(DEMO TRACK)
5. 天プラ
6. 18の夏

- The Beat Goes On(2020年3月7日　2020MORIJUNTA　MRJ-2)[7]

1. Hello Hello
2. ロックンロールレコード
3. 自由のオキテ feat. 鮎川誠
4. 夏のドライブ～Father's Song
5. Dancing Baby
6. The Beat Goes On

## 出演

### ラジオ
- 森純太の “Rock’n’Roll From West City”（2020年4月5日 - 、FM西東京）